# 塞浦路斯水蛙
塞浦路斯水蛙是无尾目赤蛙科的一種動物。它是塞浦路斯的特有種，主要分布于塞浦路斯。它是一种中型青蛙，雌性（体长可达75毫米）比雄性（可达65毫米）要大。塞浦路斯水蛙前腿有四个没有蹼的脚趾，后腿有五个有蹼的脚趾。

## 照片

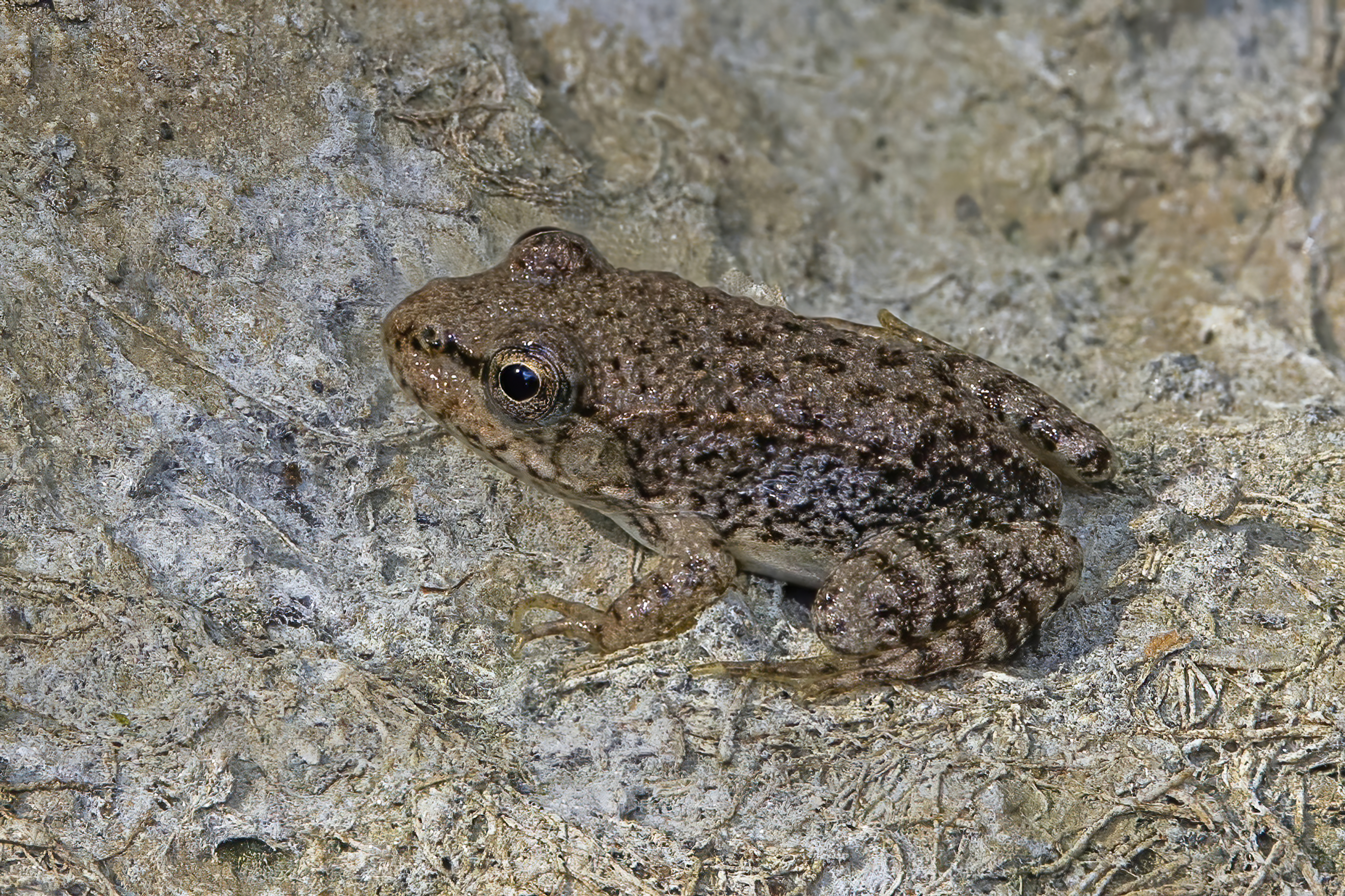
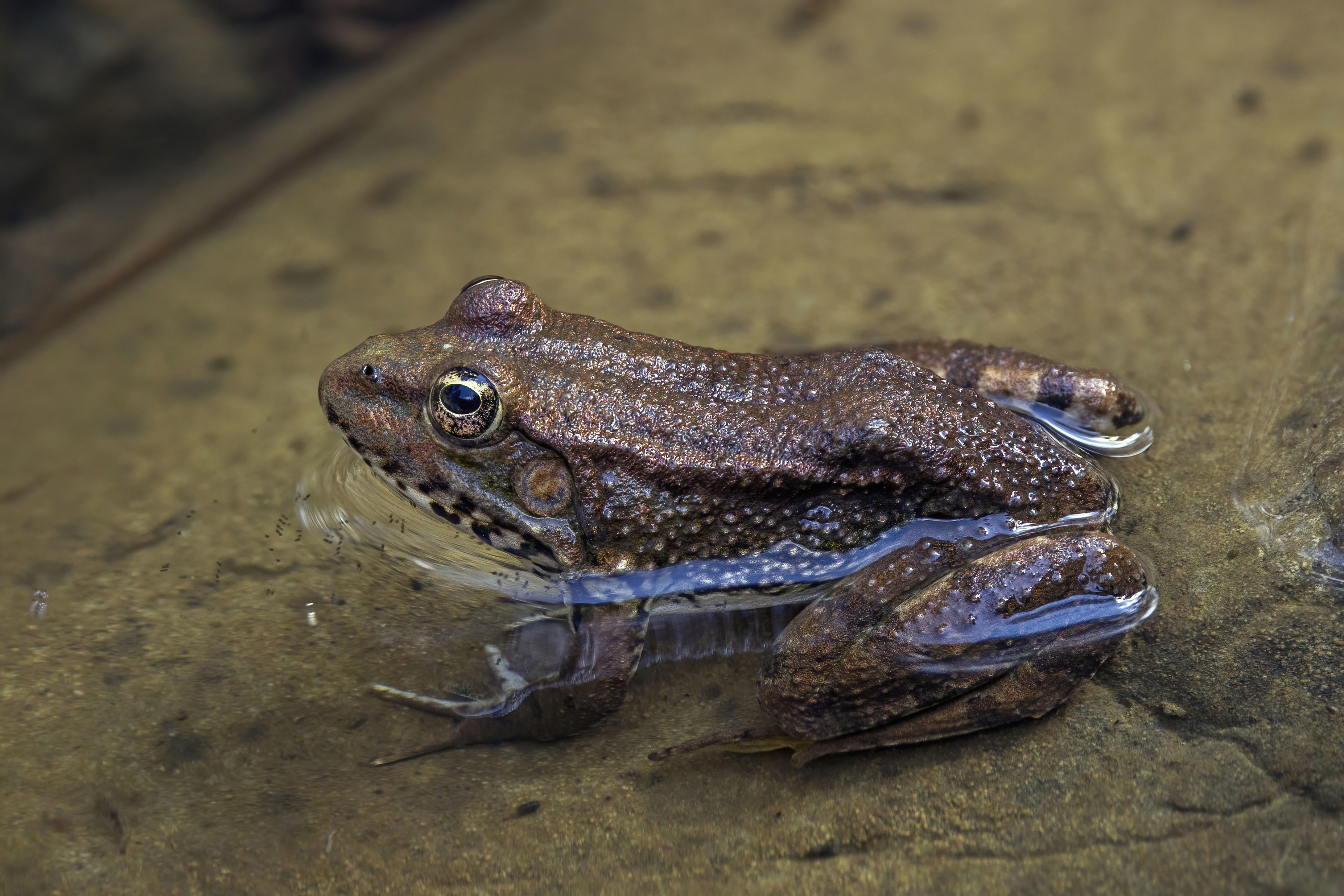
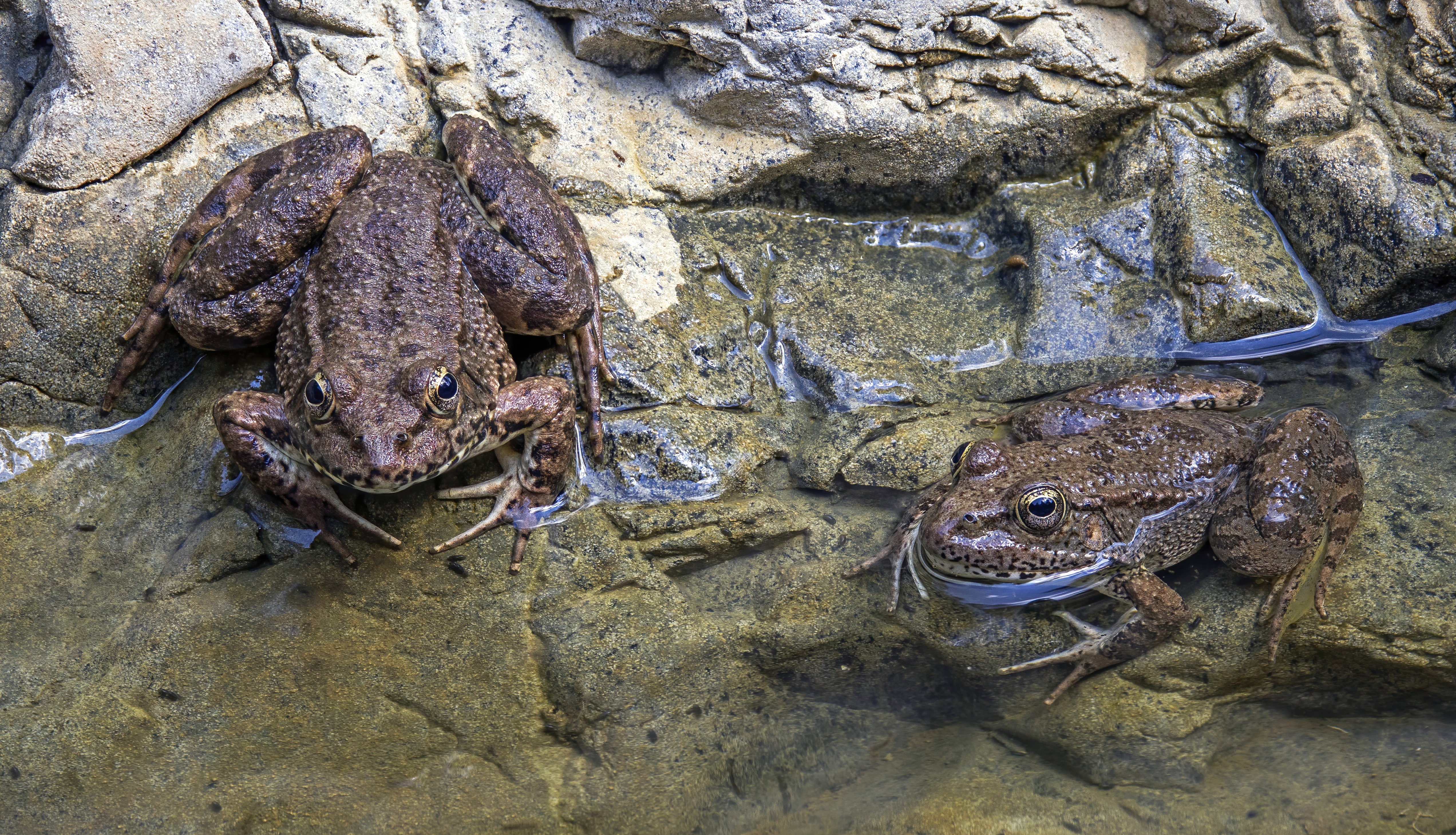